# أبيكو أينوسون
أبيكو أينوسون (من مواليد 24 سبتمبر 1992) هو لاعب كرة قدم محترف من غانا، يلعب دور قلب دفاع لصالح "Sekondi Hasaacas FC".